# 82 Alkmene
A 82 Alkmene a Naprendszer kisbolygóövében található aszteroida. Karl Theodor Robert Luther fedezte fel 1864. november 27-én.